# Kama (comida)
Kama (en estonio) o talkkuna (en finés) o toloknó (en Rusia) es una mezcla de harina finamente molida tradicional de Estonia, Finlandia y Rusia. El polvo de kama o talkkuna es una mezcla de cebada tostada, centeno, avena y harina de guisantes. La harina de avena se puede reemplazar completamente por harina de trigo, o se pueden agregar frijoles negros triturados a la mezcla.

Históricamente, el kama era un alimento no perecedero y fácil de transportar que se podía convertir rápidamente en un bocadillo que llenaba el estómago al enrollarlo en mantequilla o manteca de cerdo; no requirió horneado, ya que ya estaba asado.
Actualmente se utiliza para la elaboración de algunos postres. Se disfruta principalmente para el desayuno mezclado con leche, suero de mantequilla o kéfir en forma de papilla. Con frecuencia se endulza con azúcar y especialmente con arándanos, más raramente con otras frutas o miel o se sirve sin endulzar. También se utiliza para la leche o los postres ácidos, junto con las bayas del bosque típicas de Estonia y Finlandia.
Kama se puede comprar como recuerdo en Estonia. Es uno de los alimentos nacionales más característicos de Estonia.
Un producto similar es skrädmjöl, una harina que consiste exclusivamente en avena tostada y que se elabora tradicionalmente en la provincia sueca de Värmland. Fue traído allí por Forest Finns.
En finés y estonio coloquiales, "kama" también significa "cosas, cosas", pero también puede referirse a narcóticos.

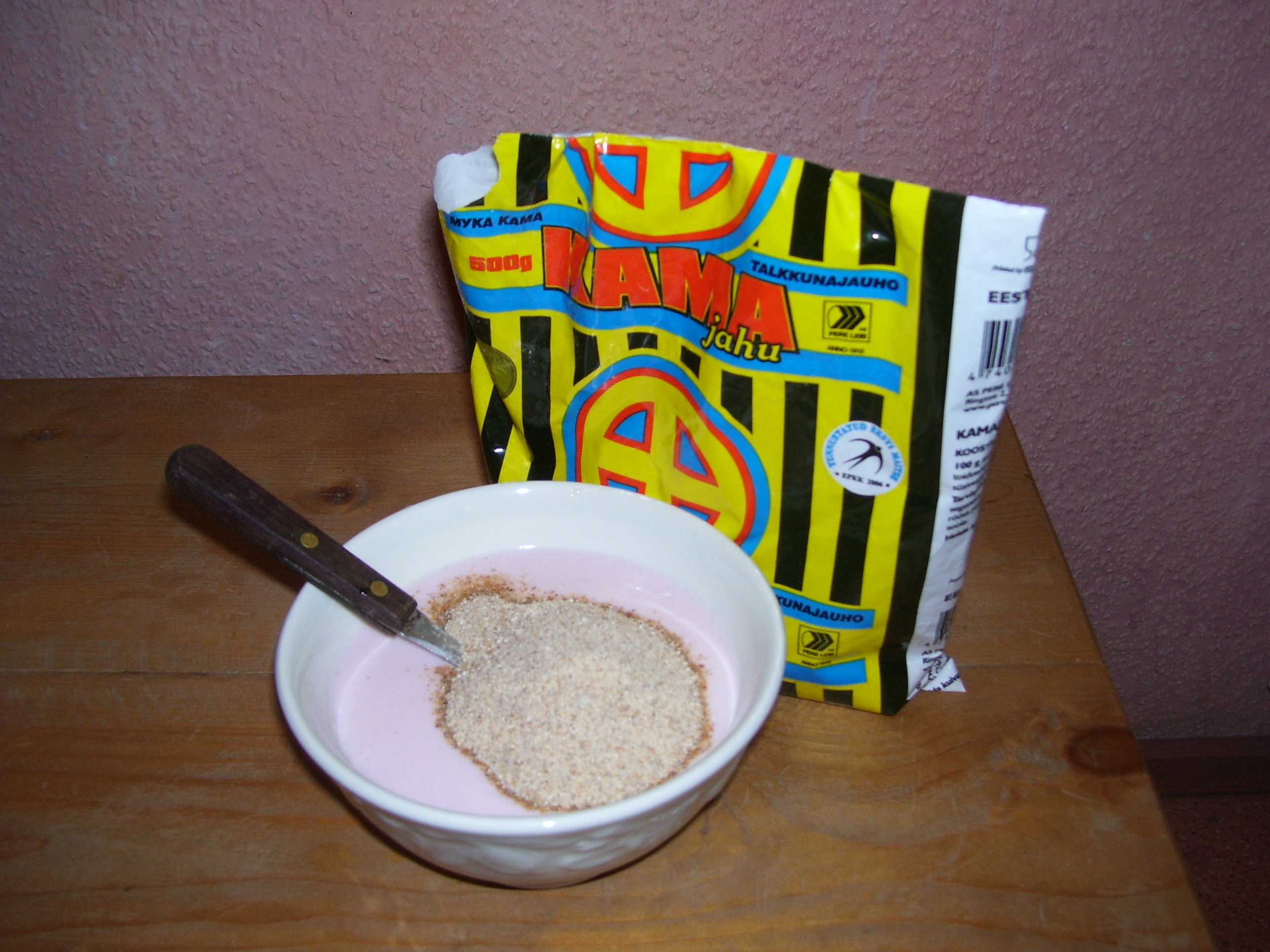
Un tazón de kama (sin mezclar)